# حساب المخصص

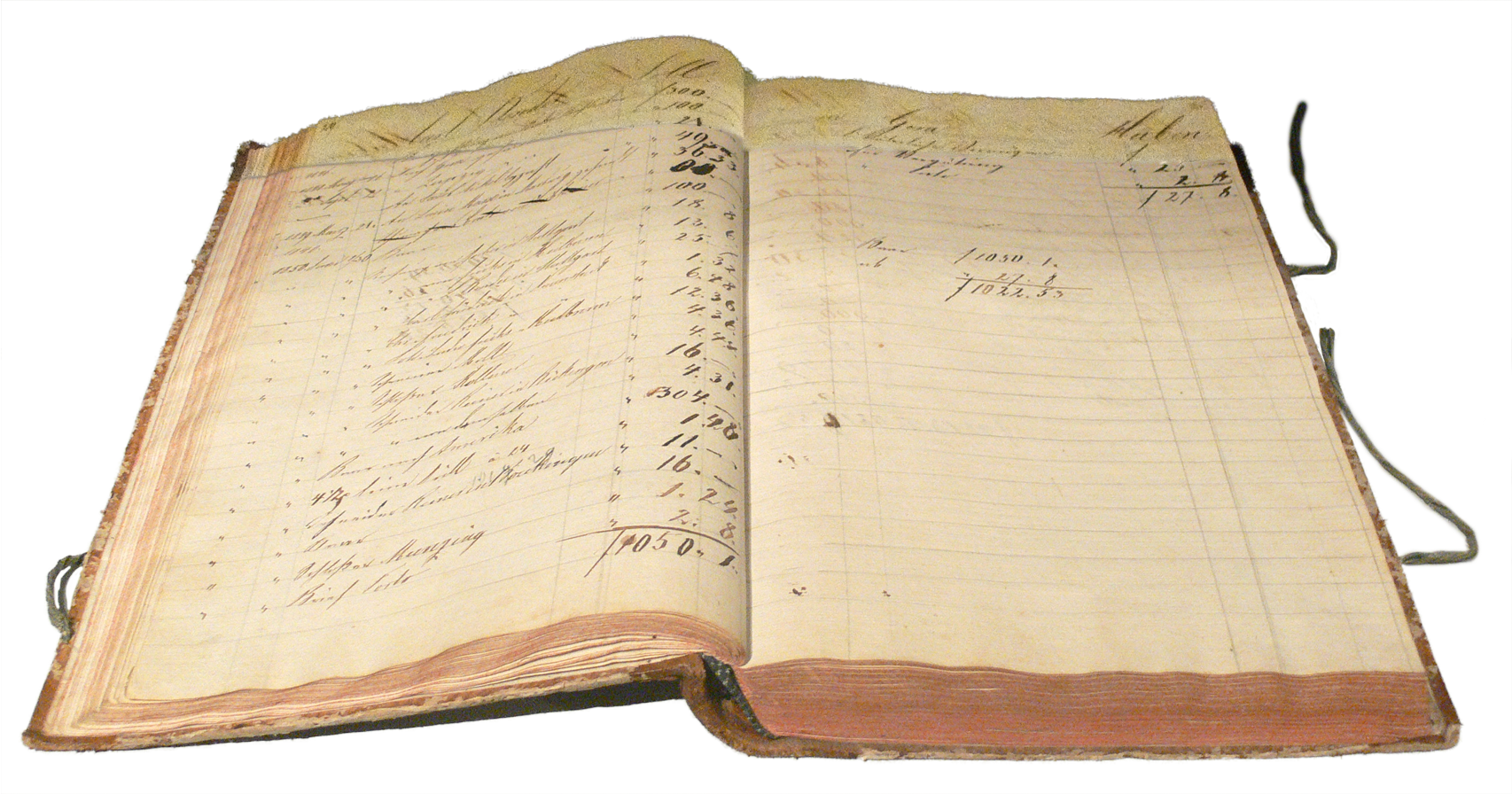

حساب المخصص (بالإنجليزية: Provision)‏ وهو تقدير المبلغ الذي من المحتمل دفعه Probable ويجب أن يكون من الممكن تقديره بشكل معقول Reasonably estimated ويكون هذا الحساب ضمن الالتزامات Liabilities وسبب وضع المخصص هو مبدأ المقابلة matching بين الإيرادات والمصروفات بالفترة.

## وصلات خارجية
- موقع دليل المحاسبين